# Deutsche Bundespost
De Deutsche Bundespost was tussen 1950 en 1994 verantwoordelijk voor posterijen en telefonie in de Bondsrepubliek Duitsland.
In 1947 werd in de drie westelijke bezettingszones de Deutsche Post opgericht als opvolger van de Reichspost. Na de oprichting van de Bondsrepubliek in 1949 kon het postbedrijf als staatsbedrijf worden opgezet. In 1950 volgde een naamswijziging in Deutsche Bundespost.
De Bundespost was de grootste werkgever van de Bondsrepubliek. In 1985 waren er 543.200 mensen in dienst. Op 1 juli 1989 werd de Bundespost gesplitst in drie divisies:
- Deutsche Bundespost Postdienst
- Deutsche Bundespost Telekom
- Deutsche Bundespost Postbank

Na de Duitse hereniging werden de onderdelen van de Deutsche Post van de DDR geïntegreerd in de divisies van de Bundespost.
Bij de tweede posthervorming van 1 januari 1995 werd de Deutsche Bundespost geprivatiseerd en gesplitst in drie bedrijven:
- Deutsche Post AG voor de posterijen
- Deutsche Telekom AG voor telecommunicatie
- Deutsche Postbank AG voor bankzaken